# Неопалимая купина (телесериал)
Неопалимая Купина (чеш. Hořící kerř) — трехсерийный мини-сериал 2013 года, созданный для HBO польским режиссёром Агнешкой Холланд. Эта драма, основанная на реальных персонажах и событиях, рассказывает о личной жертве пражского студента-историка Яна Палаха, который  в 1969 году покончил жизнь самосожжением  в знак протеста против советского вторжения в Чехословакию в августе 1968 года. Дагмар Бурешова, молодая женщина-юрист, стала частью памяти о Палахе, защищая его семью в суде против коммунистического правительства, режима, который пытался скомпрометировать жертву Палаха и его героический поступок за свободу Чехословакии.
Борьба за свободу, за моральные принципы, самопожертвование и протест в те страшные времена привели к моральному объединению репрессированной нации, которая двадцать лет спустя свергла тоталитарный режим. Годовщина смерти Яна Палаха вдохновила новое поколение студентов начать протесты, приведшие в конечном итоге  к падению коммунистического режима в Чехословакии, что стало важым этапом  разрушения железного занавеса.
Адвокат Дагмар Бурешова,  всю свою профессиональную жизнь защищала в судах лидеров диссидентской оппозиции, стала первым министром юстиции в постсоветской Чехословакии.
Фильм посвящен Яну Палаху, Яну Зайицу, Евжену Плочеку, Рышарду Сивецу и всем, кто пожертвовал своей жизнью, борясь за свободу.

## Признание
На Международном телефестивале в Монте-Карло Иван Троян был удостоен премии «Золотая нимфа» за лучшую мужскую роль в мини-сериале. Он был выбран для показа в разделе «Специальная презентация» на Международном кинофестивале в Торонто, 2013.
Позже по сериалу был снят фильм. Премьера киноверсии должна была состояться 12 сентября 2013 года. Первоначально этот фильм был выбран в качестве заявки от Чехии на Лучший фильм на иностранном языке на 86-й церемонии вручения премии Оскар. Однако AMPAS дисквалифицировал фильм, сославшись на правила, согласно которым фильм изначально не должен был показываться по телевидению. Мини-сериал вышел в эфир по чешскому телевидению за восемь месяцев до того, как в кинотеатрах появилась отредактированная версия.

## В ролях
- Татьяна Паухофова в роли JUDr. Дагмар Бурешовой, адвоката семьи Палахов
- Ярослава Покорна — Либуше Палахова, мать Яна Палаха
- Петр Стах в роли Иржи Палаха, брата Палаха.
- Иван Троян в роли майора Йиреша, офицера Общественной безопасности, который расследует смерть Палаха (вымышленный персонаж)
- Игорь Бареш — майор Дочекал, тайная полиция ŠtB (Štátna bezpečnosť «государственная безопасность») (вымышленный персонаж)
- Войтех Котек — Ондржей Травничек, студенческий активист (составной персонаж)
- Ян Бударж — Радим Буреш, муж Бурешовой
- Адриан Ястрабан в роли Владимира Чароуза, начальника Бурешовой.
- Патрик Дергель в роли Павла Янды
- Денни Ратайский в роли лейтенанта VB Бочека, коллеги Йиреша.
- Томаш Дианишка в роли Млико
- Еновефа Бокова — Владка Харузова, дочь Чароуза
- Ивана Углиржова в роли судьи Орловой
- Станислав Зиндулка в роли JUDr. Сладечек, юрист, коллега Бурешовой
- Ондржей Малый в роли JUDr. Кнапп, юрист, коллега Бурешовой
- Мартин Губа в роли Вилема Нового, коммунистического чиновника, порочащего Палаха
- Миша Прохазкова в роли Зузанки Бурешовой, дочери Бурешовой.
- Тереза Корейсова в роли Люцинки Бурешовой, дочери Бурешовой.
- Алоис Швеглик в роли полковника Горины, высокопоставленного командира общественной безопасности, начальника Иреша и Дочекала
- Хана Мари Марушкова в роли Илоны Палаховой, жены Иржи Палаха
- Иржи Бабек в роли шахматиста Пахмана
- Мирослав Кробот в роли кондуктора Йиржички
- Эмма Сметана в роли Ханы Чижковой
- Татьяна Медвецка в роли MUDr. Яны Зиковой, врача, который лечит Палаха в больнице
- Павел Цисовский в роли товарища Хазуры